# Црвени трг
Црвени трг (рус. Красная площадь) је најпознатији московски градски трг. Трг одваја Московски кремљ, некадашњу царску, а данашњу службену резиденцију руског председника, од старе историјске трговачке четврти Китај-город. Како се главне московске улице управо одавде шире у свим смеровима, Црвени трг се често сматра средишњим московским тргом и срцем целе Русије. 1991. године Црвени трг је уврштен на Унесков попис Светске баштине.

## Историја трга
Некада су се на месту данашњег Црвеног трга налазиле дрвене грађевине које су срушене 1493. године на захтев цара Ивана III. Цар је донео ту одлуку због учесталих пожара који би се у трену проширили и на све остале дрвене грађевине. Новоотворени простор постепено се развио у главну московску пијацу. Касније се користио за разне јавне свечаности и прокламације, а с времена на време послужио је и као место крунисања руских царева. Трг се поступно изграђивао и добио данашњи изглед. Како некад, тако и данас служи за разне службене церемоније руске владе. 
Занимљиво је да име Црвени трг није изведено према боји плоча којим је поплочан. Није изведено ни од црвене боје која асоцира на комунизам. Наиме, у руском језику придев красный има два значења. Прво, главно значење је црвени, а друго архаично значење је красан, леп баш као и у српском језику. Придев красная (у архаичном значењу) првобитно се односио на храм Светог Василија Блаженог, а негде у 17. веку накнадно се пренело и на оближњи трг. Неколико старијих руских градова назвало је своје главне тргове такође именом „Красная площадь“, према централном московском тргу. 
Током совјетске ере, Црвени трг је задржао свој значај, поставши главним тргом нове совјетске државе. Уз то што је постао службена адреса совјетске владе, постао је и познат по војним парадама. Како би се направило места за тешка војна возила која нису могла да уђу на трг, комунисти су одлучили да сруше Казањску катедралу и Иверску капелу с вратима ускрснућа (оба срушена здања су поново изграђена током деведесетих). Разматрала се и могућност рушења московског најпознатијег симбола – храма Светог Василија Блаженог. Легенда каже како је Стаљинов сарадник и особа која је била на челу пројекта реконструкције Москве – Лазар Каганович, припремио посебан план обнове Црвеног трга у којем је катедрала уклоњена. План је предочио Стаљину где га је уверавао како је то здање трн у оку и главна запрека за параде и саобраћај уопште. Стаљин му је приговорио са познатом реченицом: “Лазаре! Врати је назад!” 
Међу најпознатије московске параде убраја се она из 1941. године када је немачка војска била надомак града и када су војне јединице директно с Црвеног трга отишле на прве линије фронта и Парада победе 1945. године када су војници бацали заставе поражене нацистичке војске испред Лењиновог маузолеја. 
Дана 28. маја 1987, деветнаестогодишњи немачки пилот Матијас Руст приземљио се лаким авионом на Васиљевски кеј одмах поред Црвеног трга.

## Знаменитости
Свака зграда на Црвеном тргу има своју историју. Једна од њих је и Лењинов маузолеј у којем је изложено балзамовано тело Владимира Иљича Лењина, оснивача Совјетског Савеза. Поред маузолеја је обновљени Храм Василија Блаженог са својих једанаест торњева, а ту је такође и Кремљ са својим катедралама. С источне стране налази се ГУМ, некадашња највећа трговачка кућа у Совјетском Савезу, а поред ње обновљена Казањска катедрала. На северној страни налази се Државни историјски музеј. Једини споменик на тргу је бронзани споменик Кузми Мињину и Дмитрију Пожарском који су помогли у ослобађању Москве од Пољака 1612. 
Сам трг је 695 m дуг и 130 m широк.

## Галерија
- Црвени трг ноћу
- ГУМ
- Храм Василија Блаженог
- Државни историјски музеј